# Osculatoire

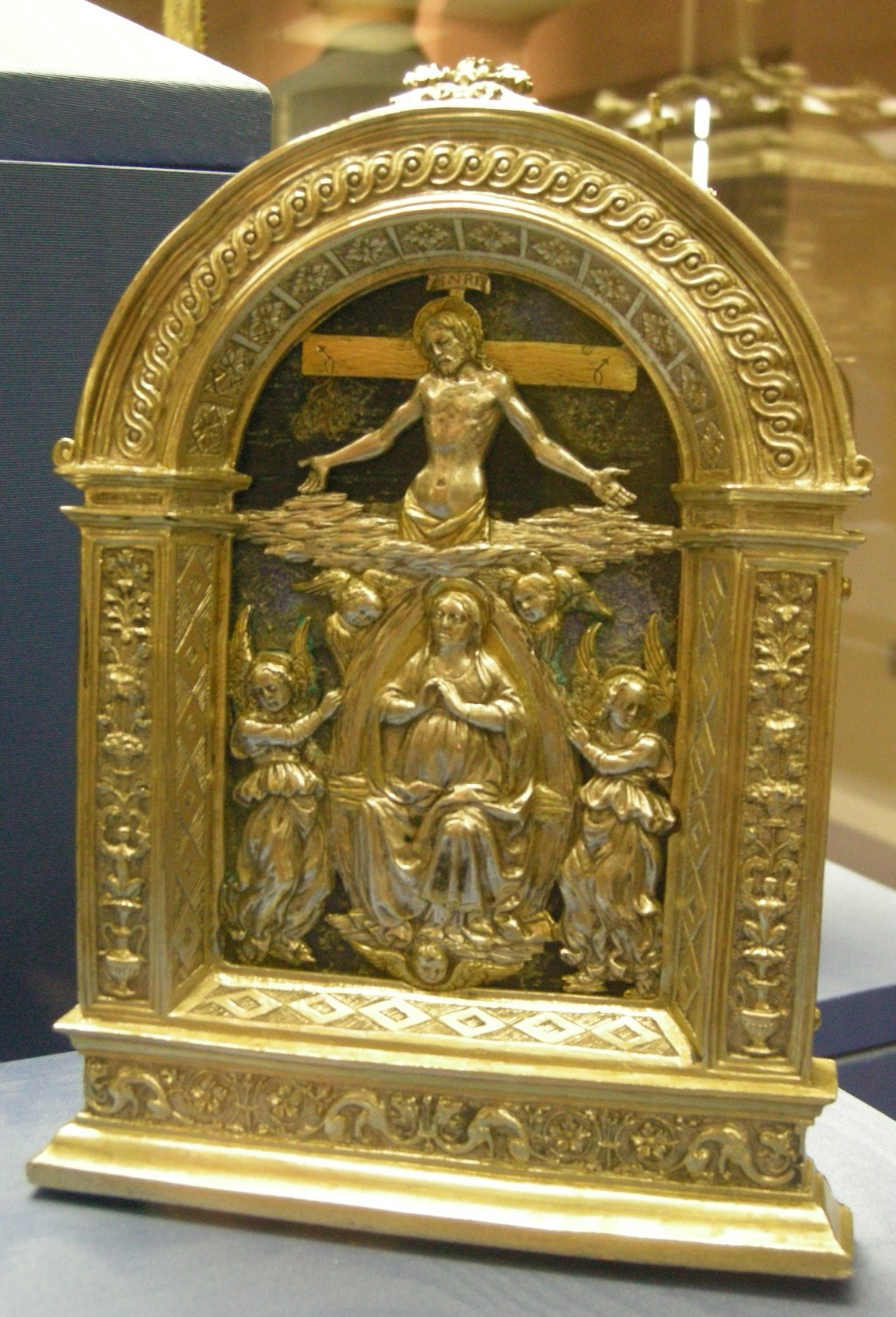
face avant

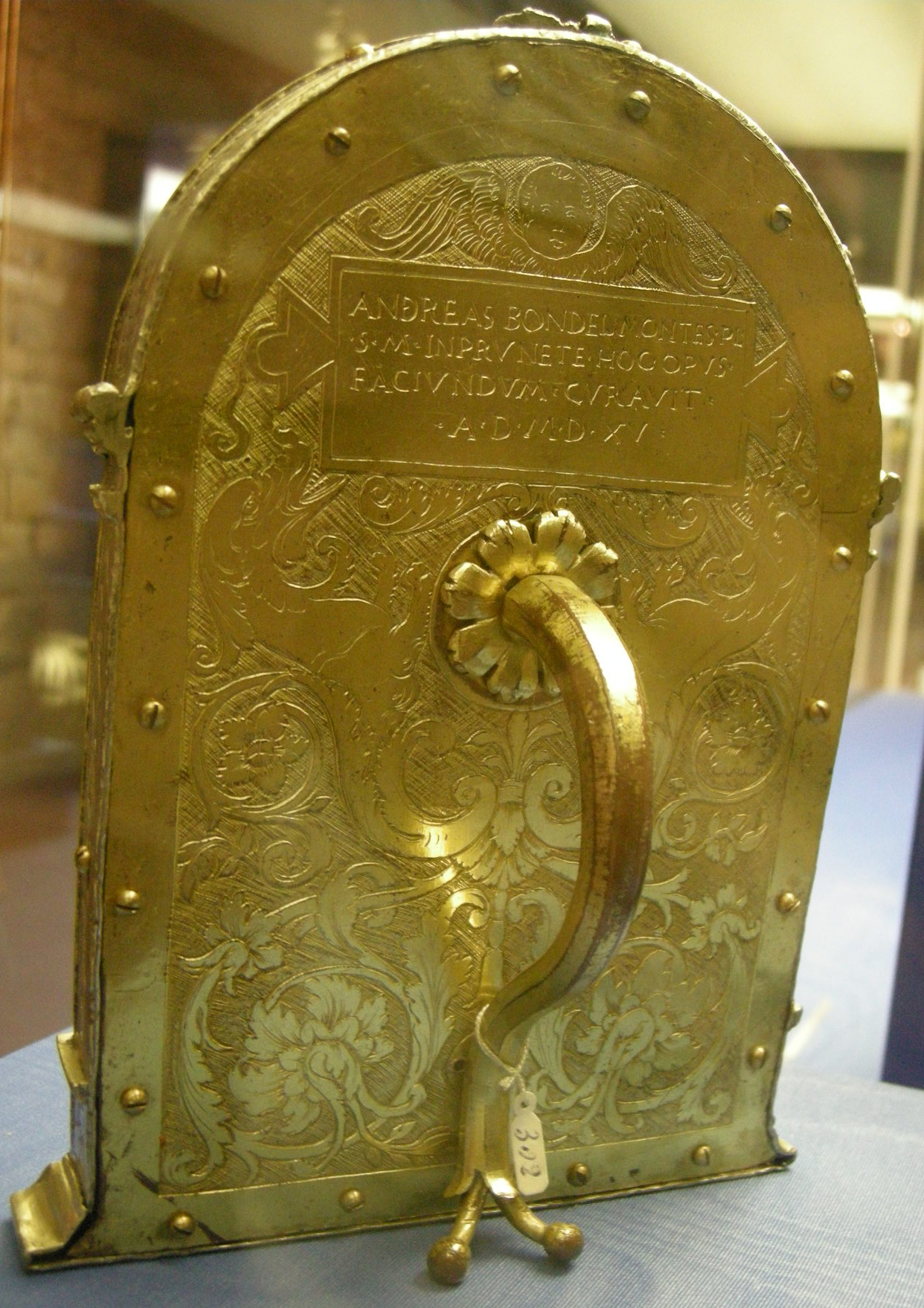
arrière

L'osculatoire, du latin osculum (le baiser), est un objet liturgique utilisé de manière facultative dans la liturgie catholique. En certaines circonstances, tenant lieu du rite appelé 'baiser de paix', il est présenté au baiser du prêtre et des membres d'une assemblée liturgique. Son usage est devenu très rare.  

## Description
Pendant la célébration de l'Eucharistie, le baiser de paix est le rite liturgique qui précède la communion sacramentelle. En fonction des pays, des coutumes et des sensibilités chrétiennes, par une accolade, une poignée de main ou encore sur un osculatoire. 
Il s'agit d'un objet de petite taille - une vingtaine de centimètres - en matériau noble (ivoire, métal, bois, etc.), dont la forme, variable, comporte généralement une base rectiligne qui permette de le faire tenir debout en l'appuyant sur une poignée, fixée au dos, destinée à en faciliter la préhension. Sur le recto de l'objet figure une représentation religieuse qui rappelle le sens du rite et l'origine de la paix qu'il transmet; le plus souvent il s'agit du Christ en croix, de l'Agneau de Dieu, du Sacré-Cœur de Jésus ou encore d'une représentation de la Nativité. 
Le prêtre l'embrasse, puis le diacre, enfin le sous-diacre qui va le présenter aux fidèles selon des modalités liturgiques qui varient en fonction des lieux, du type de célébration et des coutumes. 
Cet instrument, apparu au Moyen Âge, permet ainsi aux fidèles de transmettre le baiser de paix sans contact physique direct - parfois ambigu -  et en rappelant le sens religieux du geste accompli. L'instrument de paix est présenté au prêtre par le servant ou le diacre. 